# Богумінський замок
Богумінський замок або Палац у Халупках (пол. Zamek Bogumiński чи Pałac w Chałupkach, нім. Schloss Preußisch Oderberg) — барокова будівля, розташована за 300 метрів від прикордонного мосту між Польщею та Чехією на річці Одра, у селі Халупки Рациборського повіту Сілезького воєводства в Польщі. В наш час в будівлі функціонує готель та ресторан. 

## Історія
Дерев'яні укріплення, які охороняли переправу на Одрі, існували вже у XIII столітті. Ймовірно, що їх було збудувано у 1247 році лицарем Генрика з Баруту, який походив із Верхньої Лужиці. Замок, який у той час називали Барутсверде, разом з навколишніми землями належав опольсько-ратиборським князям, які передали його як лен лицарям. Наприкінці XIII століття замок, який знаходився на правому березі річки Одри та лівобережне місто Богумін, належали до Ратиборського князівства. 
Перша письмова згадка про замок міститься у документі з 1373 року, який засвідчив передачу замку та міста Богумін, а також половини села Забелкув в якості лена ратиборським князеи Яном I лицареві Паско. На той час це був типовий оборонний замок, оточений ровом, який охороняв переправу на річці. Замок неодноразово змінював власників — спершу ним володіли ратиборсько-опавські князі, у 1422 році ратиборський князь Ян II Залізний продав замок Барутсверде лицареві Бєліку з Корниці. У 1523 році його купив маркграф Георг Гогенцоллерн, володар Битома і власник замку в Ратиборі. Зважаючи на  турецьку загрозу, він перебудував замок — ймовірно, саме тоді було споруджено бастіонні укріплення. Згідно з урбаром початку XVII століття замок оточували численні господарські будівлі. 
Внаслідок Тридцятилітньої війни Гогенцоллерни втратили свої верхньосілезькі маєтки, у тому числі і Богумін із замком. У 1623 році Габсбурги передали Богумін у заставу родині Генкеля фон Доннерсмарка, який став новим власником замку. Родина Доннерсмарків заклала парк, який зберігся донині (в ньому росте 26 видів дерев та чагарників). Близько 1682 року Богумін успадкував Еліаш Андреас Доннерсмарк, який перебудував старий прикордонний замок у бароковий палац, зберігши релікти попереднього. Новий палац спорудили на плані прямокутника з вежею з північно-західної сторони та вкрито мансардним дахом. У 1742 році, після Сілезьких воєн та поділу Сілезії, палац опинився з прусського боку, а місто Богумін залишилося під владою Габсбургів. 
З 1803 року палацом володіла родина Ліхновських, а у 1846 році його придбав Саломон фон Ротшильд, який походив з відомої єврейської родини банкірів. У 1907 році було здійснено останню перебудову палацу. Родина Ротшильдів володіла ним до 1936 року, коли нацистська влада передала його вдові генерала, баронесі фон Кірхен і Панкен. У 1945 році палац перейшла у власність польської держави. 
Впродовж багатьох років палац був покинутим і лише у другій половині 70-их років XX століття тут розпочалися перші ремонтні роботи (власником на той час було воєводське туристичне підприємство з Катовиць). У 1983 році тут було відкрито готель, який інсує донині. У 1993 році палац став власністю гміни Кшижановіце, а у 1994 року його передали у оренду приватній особі. 

## Світлини

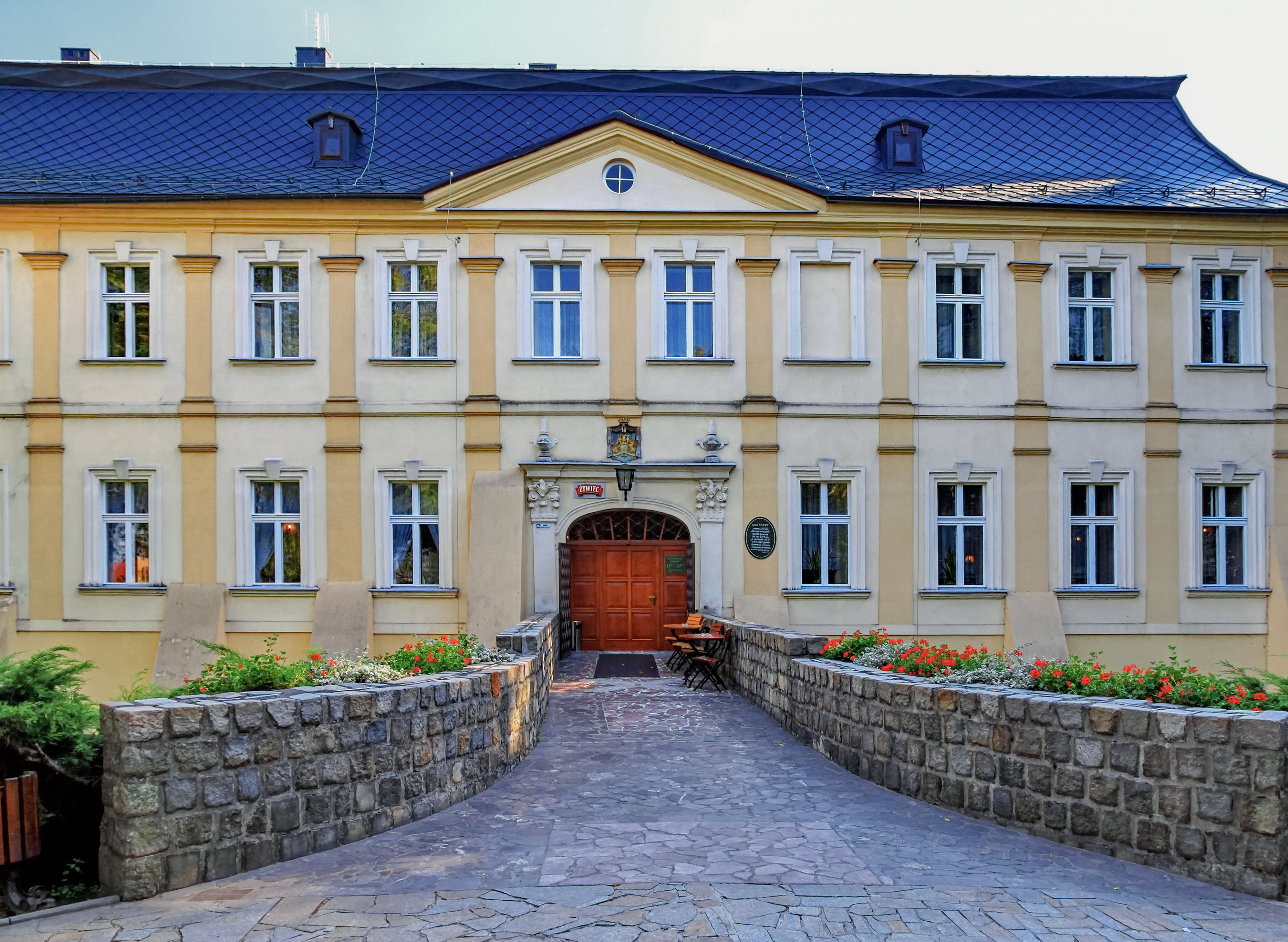
Парадний вхід до замку
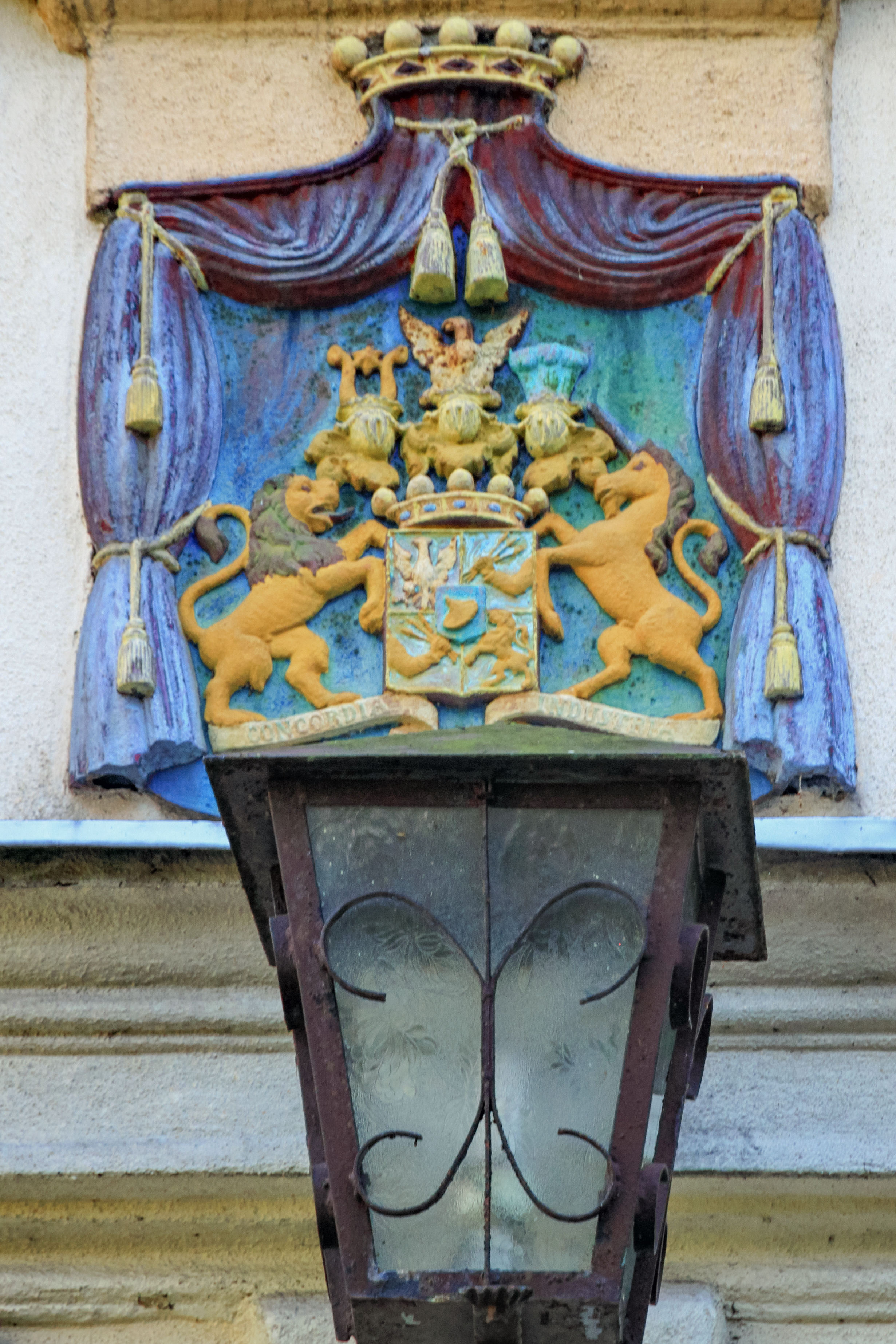
Герб родини Ротшильдів над входом до замку
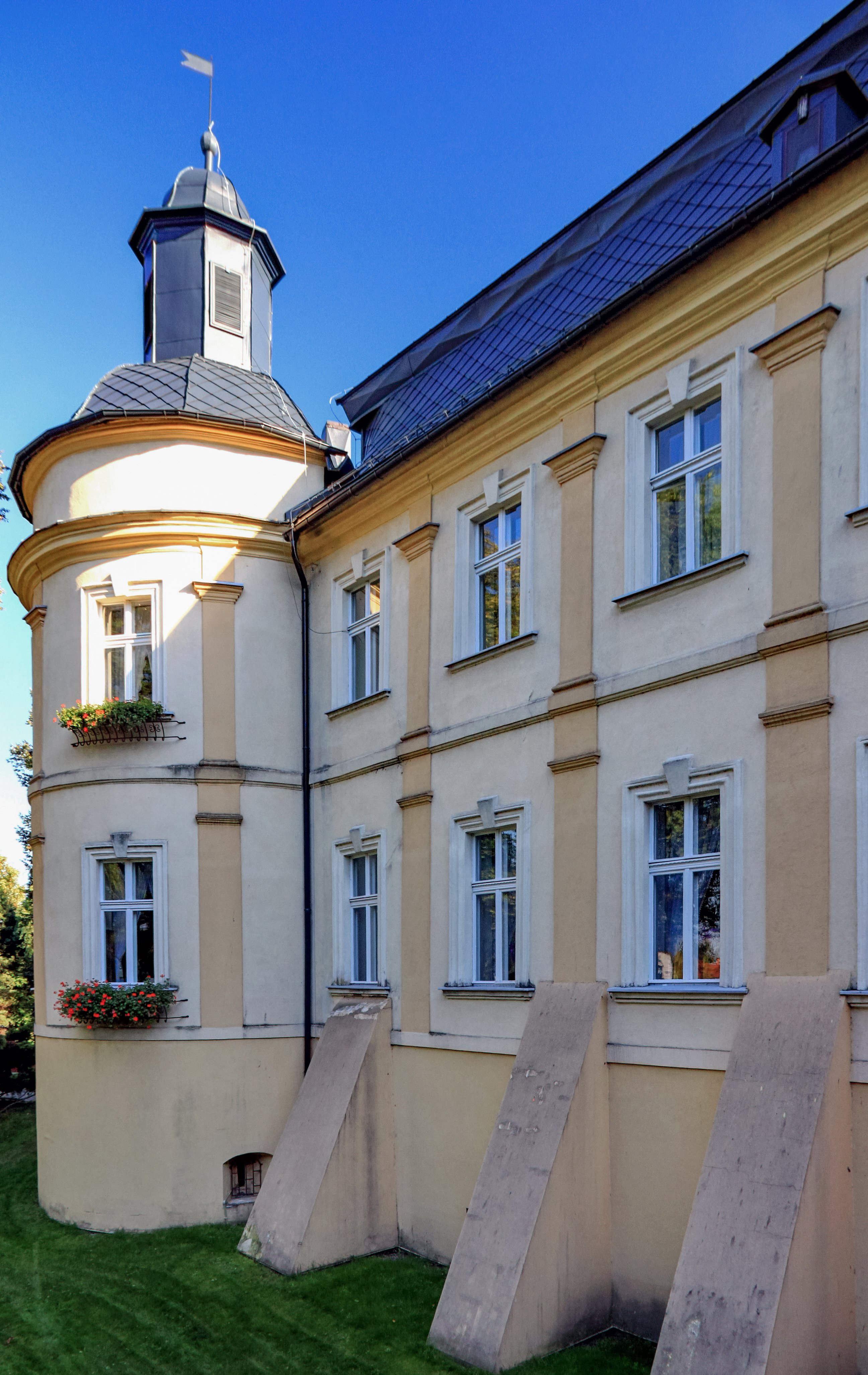
Вежа замку